# Desmia mesosticta
Desmia mesosticta là một loài bướm đêm trong họ Crambidae.